# Азеведо, Леандро Лесса
Леа́ндро Ле́сса Азеве́до, более известен как Леандро (порт. Leandro Lessa Azevedo; род. 13 августа 1980, Рибейран-Прету, Бразилия) — бразильский футболист.

## Биография
Начинал карьеру в штате Сан-Паулу, в клубе «Ботафого» из Рибейран-Прету.
С лета 2003 года по 2004 год выступал за московский «Локомотив». Дебютировал за основную команду в матче 22 тура с  «ФК Сатурн-REN-TV». Последний матч в составе Локомотива провел 21 марта против «ФК Амкар», проведя на поле 34 минуты. Всего в составе Локомотива выходил на после в 6 матчах, из которых дважды на замену.
В 2004 году вернулся на родину в «Гояс».
В 2006—2007 годах выступал за «Сан-Паулу», где дважды выигрывал первенство страны, а также доходил до финала Кубка Либертадорес. В 2008 году перешёл в японский клуб «Токио Верди». В 2010 году перешёл в «Гремио».

## Достижения
«Коринтианс»
- Обладатель Кубка Бразилии: 2002
- Победитель турнира Рио — Сан-Паулу: 2002

«Флуминенсе»
- Чемпион штата Рио-де-Жанейро: 2005

«Сан-Паулу»
- Чемпион Бразилии: 2006, 2007
- Финалист Кубка Либертадорес (1): 2006